# کیانا (آلاسکا)
کیانا (به انگلیسی: Kiana) شهری در بخش نورث‌وست آرکتیک ایالت آلاسکا است که جمعیت آن در سرشماری سال ۲۰۰۰ میلادی ۳۸۸ نفر بوده‌است.
کیانا اسم دختر هم است